# Hell in a Cell (2019)
Hell in a Cell (2019) foi um evento de luta livre profissional produzido pela WWE e transmitido em formato pay-per-view (PPV) pelo WWE Network e contou com a participação de lutadores das marcas Raw, SmackDown. Aconteceu em 6 de outubro de 2019 no Golden 1 Center em Sacramento, Califórnia. Foi o décimo primeiro evento sob a cronologia Hell in a Cell.
Nove lutas foram disputadas no evento, incluindo uma no pré-show. O evento principal, foi uma luta Hell in a Cell pelo Campeonato Universal entre o atual campeão Seth Rollins e "The Fiend" Bray Wyatt, terminou com a paralisação do árbitro. Na outra luta Hell in a Cell, que abriu o show principal, Becky Lynch derrotou Sasha Banks por submissão para reter o Campeonato Feminino do Raw. Outras lutas proeminentes viram Daniel Bryan e Roman Reigns derrotarem Erick Rowan e Luke Harper em uma luta tornado de duplas, e Charlotte Flair derrotou Bayley por sumbissão para vencer seu quinto Campeonato Feminino do SmackDown e seu décimo título geral no elenco principal da WWE.
O evento teve uma recepção negativa da crítica e dos fãs, principalmente devido ao encerramento do evento principal.

## Produção

### Conceito
Hell in a Cell é uma gimmick anual de pay-per-view, geralmente produzido todo mês de outubro pela WWE desde 2009. O conceito do show vem da lutaHell in a Cell da WWE, na qual os competidores lutam dentro de uma estrutura coberta de 6 metros de altura em torno do ringue e da área do ringue. A luta do card no evento principal é disputada sob a estipulação Hell in a Cell. O evento de 2019 foi o décimo primeiro evento sob a cronologia Hell in a Cell e contou com lutadores das marcas Raw e SmackDown.

### Histórias
O show foi composto por nove lutas, incluindo uma no pré-show. As lutas resultaram de enredos roteirizados, onde os lutadores retratavam heróis, vilões ou personagens menos distintos em eventos roteirizados que geravam tensão e culminavam em uma luta ou série de lutas. Os resultados foram predeterminados pelos escritores da WWE nas marcas Raw e SmackDown, enquanto as histórias foram produzidas nos programas semanais de televisão da WWE, Monday Night Raw e SmackDown Live (com este último renomeado para Friday Night SmackDown dois dias antes de o evento).
Em meio a especulações de que Bray Wyatt desafiaria Seth Rollins pelo Campeonato Universal no Hell in a Cell, Wyatt aparentemente confirmou os rumores em um segmento da Firefly Fun House no episódio de 2 de setembro do Raw. Após a defesa de título bem-sucedida de Seth Rollins contra Braun Strowman no Clash of Champions, Wyatt apareceu como sua sinistra persona alternativa The Fiend e atacou Rollins com um Sister Abigail e um Mandible Claw. Na noite seguinte no Raw, Rollins abordou o ataque de The Fiend e anunciou que estaria defendendo o Campeonato Universal contra The Fiend em uma luta Hell in a Cell no evento.
No Clash of Champions, a luta pelo Campeonato Feminino do Raw entre Becky Lynch e Sasha Banks terminou com uma vitória por desqualificação para Banks; assim, Lynch reteve já que o título não muda de mãos por desqualificação, a menos que estipulado. Após a luta, Lynch e Banks brigaram por toda a arena. Na noite seguinte no Raw, Banks desafiou Lynch para uma revanche no Hell in a Cell, e Lynch aceitou como uma luta Hell in a Cell.
Antes do Clash of Champions, Erick Rowan atacou Roman Reigns nos bastidores e mentiu sobre isso, resultando em ele e Daniel Bryan se separando como uma dupla. Rowan então derrotou Reigns em uma luta sem desqualificação no Clash of Champions graças ao retorno de Luke Harper, reformando sua dupla. No SmackDown seguinte, Rowan explicou que ele começou a mirar em Reigns para assustá-lo e para mostrar que Reigns não era a figura dominante que ele deveria ser. Rowan também disse que tinha sido esquecido, subestimado e desrespeitado e que não era igual a Bryan, mas melhor que ele. Bryan afirmou mais tarde que, independentemente se ele era um face ou um heel, ele nunca mentiu, e ele pensava em Rowan como seu amigo. Ele foi interrompido por Rowan e atacado por Harper. Reigns veio em auxílio de Bryan, mas Rowan e Harper dominaram Bryan e Reigns. Na semana seguinte, Rowan derrotou Bryan e após a luta, Harper e Rowan atacaram Bryan. Reigns veio novamente em auxílio de Bryan, onde eles finalmente venceram Rowan e Harper. Bryan e Reigns então desafiaram Rowan e Harper para uma luta de duplas no Hell in a Cell, que foi oficializada. No 20º aniversário do SmackDown em 4 de outubro, Reigns derrotou Rowan em uma luta lumberjack e Bryan apertou a mão de Reigns por respeito mútuo. No dia do evento, sua luta foi feita uma luta tornado de duplas.
No Clash of Champions, Bayley derrotou Charlotte Flair de forma controversa fazendo Flair bater com a cabeça em uma argola exposta para reter o Campeonato Feminino do SmackDown. Sua rivalidade continuaria em episódios subsequentes de Raw e SmackDown, também envolvendo Sasha Banks e a Campeã Feminina do Raw, Becky Lynch. No 20º aniversário do SmackDown em 4 de outubro, Flair e Lynch se uniram contra Bayley e Banks, onde Flair forçou Bayley a se submeter ao Figure Eight Leg Lock. Por causa da vitória, Flair ganhou uma revanche pelo Campeonato Feminino do SmackDown no Hell in a Cell.
Na final do King of the Ring no Raw de 16 de setembro, Baron Corbin derrotou Chad Gable para vencer o torneio, posteriormente mudando seu nome de ringue para King Corbin. Na noite seguinte no SmackDown depois que Corbin insultou Gable, Gable atacou Corbin. Uma revanche entre os dois no Raw de 23 de setembro terminou em desqualificação após Corbin atacar Gable com seu cetro. Outra revanche foi marcada para o Hell in a Cell.
No Raw de 16 de setembro, The O.C. (o Campeão dos Estados Unidos AJ Styles, Luke Gallows e Karl Anderson) derrotaram Cedric Alexander e The Viking Raiders (Ivar e Erik) em uma luta de trios. Após a luta, o The O.C. atacou Alexander e The Viking Raiders. Na semana seguinte, os The Viking Raiders derrotaram Gallows e Anderson em uma luta de duplas. Em 6 de outubro, uma luta entre The Viking Raiders e um parceiro de sua escolha contra todos os três membros do The O.C. foi agendada para Hell in a Cell.
No dia do evento, Alexa Bliss e Nikki Cross estavam programadas para defender o Campeonato Feminino de Duplas contra The Kabuki Warriors (Asuka e Kairi Sane), o time que Bliss e Cross eliminaram por último em uma fatal four-way de eliminação para vencerem os títulos em agosto.
Após semanas de rivalidade, uma luta entre Natalya e Lacey Evans foi agendada para o pré-show do Hell in a Cell.

## Evento
| Role:                    | Name:                     |
| ------------------------ | ------------------------- |
| Commentaristas em inglês | Michael Cole (SmackDown)  |
| Commentaristas em inglês | Corey Graves (SmackDown)  |
| Commentaristas em inglês | Vic Joseph (Raw)          |
| Commentaristas em inglês | Jerry Lawler (Raw)        |
| Commentaristas em inglês | Dio Maddin (Raw)          |
| Cometaristas em espanhol | Carlos Cabrera            |
| Cometaristas em espanhol | Marcelo Rodríguez         |
| Comentaristas em alemão  | Carsten Schaefer          |
| Comentaristas em alemão  | Tim Haber                 |
| Comentaristas em alemão  | Calvin Knie               |
| Anunciadores de ringue   | Greg Hamilton (SmackDown) |
| Anunciadores de ringue   | Mike Rome (Raw)           |
| Árbitros                 | Danilo Anfibio            |
| Árbitros                 | Jason Ayers               |
| Árbitros                 | Shawn Bennett             |
| Árbitros                 | John Cone                 |
| Árbitros                 | Dan Engler                |
| Árbitros                 | Darrick Moore             |
| Árbitros                 | Eddie Orengo              |
| Árbitros                 | Ryan Tran                 |
| Árbitros                 | Rod Zapata                |
| Entrevistadores          | Charly Caruso             |
| Entrevistadores          | Kayla Braxton             |
| Entrevistadores          | Sarah Schreiber           |
| Painel do pré-show       | Jonathan Coachman         |
| Painel do pré-show       | Charly Caruso             |
| Painel do pré-show       | Sam Roberts               |
| Painel do pré-show       | Booker T                  |

### Pré-show
Durante o pré-show do Hell in a Cell, Natalya enfrentou Lacey Evans. No clímax, quando Evans tentou um moonsault em Natalya, ela o evitou e forçou Evans a se submeter ao Sharpshooter para vencer a luta.
Ainda no pré-show, Randy Orton e Ali tiveram um confronto que levou Ali a desafiar Orton para uma luta que aconteceria no card principal.

### Lutas preliminares
O pay-per-view começou com Becky Lynch defendendo o Campeonato Feminino do contra Sasha Banks em uma luta Hell in a Cell. No final, Banks jogou várias cadeiras no ringue e tentou um meteora em Lynch que estava deitada em cima das cadeiras, mas Lynch interceptou Banks com um suplex Exploder da corda superior para as cadeiras. Lynch então forçou Banks a se submeter ao Dis-arm-her para reter o título.
Em seguida foi a luta tornado de duplas, onde Daniel Bryan e Roman Reigns enfrentaram Erick Rowan e Luke Harper. No final, depois que Harper e Rowan dominaram a maior parte da luta, Bryan aplicou um running knee em Harper, seguido por Reigns aplicando um Superman Punch e uma Spear em Harper para vencer a luta. Após a luta, Reigns tentou apertar a mão de Bryan em sinal de respeito, mas Bryan insistiu em um abraço e os dois acabaram se abraçando.
Depois disso, Randy Orton enfrentou Ali. No final, Orton realizou um RKO em Ali para vencer a luta.
Na quarta luta, Alexa Bliss e Nikki Cross defenderam o Campeonato Feminino de Duplas contra The Kabuki Warriors (Asuka e Kairi Sane). No clímax, Sane distraiu Bliss fora do ringue enquanto Asuka cuspia o green mist no rosto de Cross e executava um roll-up em Cross para vencer o título.
Depois disso, The O.C. (o Campeão dos Estados Unidos AJ Styles, Luke Gallows e Karl Anderson) enfrentaram The Viking Raiders (Ivar e Erik) e um parceiro de sua escolha, que se revelou ser Braun Strowman. No final, após Strowman dominar o The O.C., o trio atacou Strowman com cadeiras de aço e acabou sendo desclassificado.
Em um segmento de backstage, Tamina (em sua primeira aparição desde a WrestleMania 35) fez um roll-up em Carmella para vencer o Campeonato 24/7.
Em seguida, King Corbin enfrentou Chad Gable. No clímax, Corbin tentou usar seu cetro em Gable, que o evitou e enrolou Corbin para vencer a luta, com o locutor do ringue anunciando-o como Shorty Gable (a pedido de Corbin).
Depois disso, a nova campeã 24/7 Tamina saiu dos bastidores para se esconder entre as equipes de transmissão internacional. Em uma briga envolvendo Funaki, Carmella executou um superkick em Tamina, seguido por R-Truth imobilizando Tamina para ganhar o campeonato 24/7 pela 20ª vez.
Na penúltima luta, Bayley defendeu o Campeonato Feminino do SmackDown contra Charlotte Flair. No final, Flair forçou Bayley a se submeter ao Figure Eight Leglock para ganhar o título pela quinta vez, e seu décimo título feminino geral no elenco principal da WWE.

### Evento principal
No evento principal, Seth Rollins defendeu o Campeonato Universal contra "The Fiend" Bray Wyatt em uma luta Hell in a Cell, que foi banhada em luz vermelha. Durante a luta, Rollins executou um total de onze Stomps e um Pedigree em The Fiend, com The Fiend dando kick out em um em cada tentativa de pinfall, exceto a final, na qual ele deu kick out em dois. The Fiend usou um macete gigante em Rollins e, mais tarde, executou um Sister Abigail em Rollins mas Rollins fez o kick out. Rollins então recorreu ao uso de uma cadeira de aço, uma escada e uma caixa de ferramentas com Rollins visando especificamente a cabeça de The Fiend. Com The Fiend enterrado sob as armas, Rollins obteve uma marreta, mas o árbitro insistiu para que ele não a usasse. Após a contemplação, Rollins bateu a marreta no topo das armas sobre The Fiend, e o árbitro pediu para o gongo soar para interromper a luta sem um vencedor. Depois que a gaiola foi erguida, os paramédicos cuidaram de The Fiend, que se levantou e atacou Rollins com um Mandible Claw. Fora do ringue, The Fiend executou um Sister Abigail em Rollins e então executou um segundo Sister Abigail no concreto exposto antes de incapacitar Rollins com a Mandible Claw enquanto sangue escorria da boca de Rollins no final do evento.

## Recepção
O Hell in a Cell recebeu críticas negativas, com a luta do evento principal sendo o foco esmagador de críticas. Digno de se notar, a torcida rejeitou a percepção ilógica do final da luta do evento principal pelo segundo ano consecutivo (uma interrupção do árbitro em uma partida sem regras de desqualificação que tradicionalmente não termina dessa maneira). A multidão logo começou a gritar "vaias" estrondosas, enquanto também gritava "besteira", "reembolso", "reinicie a luta" e também "AEW", em referência à All Elite Wrestling, uma empresa rival de luta livre. Nas redes sociais, o evento acabou virando tendência "pelos motivos errados", já que os fãs da WWE fizeram "memes sobre o final de Hell in a Cell enquanto questionavam a lógica por trás do booking da promoção". Outra tendência após o evento foi #CancelWWENetwork. De acordo com Dave Meltzer na Wrestling Observer Radio, o evento principal foi visto pela WWE como "um desastre, e isso é um eufemismo". O WWE Hall of Famer X-Pac, que apareceu no programa de entrevistas ao vivo da WWE Watch Along, reagiu indignado ao final do evento principal. Reconhecendo que a WWE não pode convidá-lo a voltar a esses programas de reação, X-Pac questionou: "como diabos você foi desqualificado em uma luta Hell in a Cell de merda?" O ex-árbitro da WWE Jim Korderas não gostou do final, já que durante a luta Hell in a Cell "todas as regras são jogadas pela janela e nesta luta deve haver uma finalidade. Esta luta foi projetada para negar coisas como uma interrupção do árbitro."
Dave Meltzer, no Wrestling Observer Radio, afirmou que de uma "tomada de decisão" e "ponto de vista de reserva mental", Hell in a Cell foi "um dos piores" pay-per-views de wrestling profissional de todos os tempos. Alternativamente, do "ponto de vista da execução do wrestling", Hell in a Cell foi um show "melhor do que bem", com duas lutas de abertura sendo "muito boas" e o meio sendo "bom", mas foi apenas "morto na última luta " No Newsletter do Wrestling Observer, o evento foi descrito como um "desastre". Meltzer classificou as duas lutas de abertura com 4 estrelas e o evento principal com -2 estrelas. Este último foi descrito como "talvez o pior evento principal na história do pro wrestling onde a culpa não está em nenhum dos competidores", devido "ao tingimento do visual, a luta excessivamente longa, o babyface que a multidão foi rejeitando cada vez mais e um acabamento que não se explica ". Meltzer também criticou a "ordem das lutas instáveis", já que após o término das duas primeiras grandes lutas, a multidão "estava apenas esperando o evento principal" (apenas três lutas foram promovidas na TV), resultando em um "blá" no meio do show que parecia que "demorou uma eternidade".
Philip Martinez, da Newsweek, afirmou que Hell in a Cell "pode entrar para a história por um dos finais mais decepcionantes da história moderna da WWE." Daniel van Boom da CNET chamou Hell in a Cell de "um show ruim", "tão ruim quanto possível" para qualquer show com "dois grandes combates neles" (a luta pelo título feminino do Raw e a luta tornado de duplas), como a maioria do show foi "pulável, e o final foi fantasticamente estúpido".
Mike Tedesco da WrestleView declarou o Hell in a Cell como o pior PPV da WWE realizado em 2019 nos Estados Unidos até agora. Tedesco escreveu que a "péssima narrativa" do evento principal prejudicou a percepção de seus participantes e da gimmick da luta Hell in a Cell. Banks-Lynch foi "lento às vezes com alguns pontos mal cronometrados, mas elas foram inovadores nisso e trabalharam duro", enquanto Orton-Ali "foi muito bom" para uma luta não anunciada. A combinação do tornado e Bayley-Charlotte foram "decentes". A luta de trios foi "muito, muito ruim", a luta pelo título feminino foi "dolorosamente maçante" e Gable-Corbin estava "simplesmente lá".
Jason Powell, do Pro Wrestling Dot Net, afirmou que o "show atingiu o pico com as duas primeiras lutas, mas aquele terrível final do evento principal será discutido nos próximos anos." Foi "um dos acabamentos mais idiotas" que ele "já vira". Powell também criticou as finais para a luta de trios e Bayley-Charlotte.  Wade Keller do Pro Wrestling Torch chamou o evento principal de "desastre do início ao fim", afirmando que era "estúpido" que uma luta Hell in A Cell foi encerrada porque ficou muito violento. Portanto, Keller declarou a AEW a encedora do evento principal. Quanto ao resto do show, Keller descreveu Lynch-Banks como "tremendo", 4,25 estrelas em 5, e a combinação do tornado como "excelente", 4 estrelas. Corbin-Gable como seu "esforço menos inspirado até agora", os eventos do título 24/7, como "realmente planos", incluindo "palhaçadas estereotipadas de comédia maluca" do ex-lutador japonês Funaki e, por último, Orton-Ali como sem emoção.
O evento principal foi eleito o vencedor do Prêmio Gooker da WrestleCrap para a pior gimmick, enredo ou evento de luta livre em 2019. Em sua indução, foi notado que ter o videogame WWE 2K20 - cujo lançamento foi marcado por vários bugs - como patrocinador do show deveria ter prenunciado sua qualidade, já que "ver o vencedor Gooker sendo patrocinado pelo segundo corredor para o prêmio é um novo território rançoso." O evento principal também foi eleito a pior luta do ano pelo Wrestling Observer Newsletter, tornando-se a luta Hell in a Cell mais mal recebida de todos os tempos.

## Depois do evento
No Raw seguinte, todas as campeãs femininas foram colocadas em uma luta de equipes, com a Campeã Feminina do Raw, Becky Lynch, e a nova Campeã Feminina do SmackDown, Charlotte Flair, contra as novas Campeãs Femininas de Duplas, The Kabuki Warriors (Asuka e Kairi Sane). As Kabuki Warriors venceram depois que Asuka cuspiu o green mist no rosto de Lynch e Sane a imobilizou. Após a luta, as ex-campeãs de duplas Alexa Bliss e Nikki Cross atacaram as Kabuki Warriors.
O WWE Draft de 2019 começou no episódio seguinte do SmackDown. Nesse episódio, Bayley, ostentando cabelo mais curto e destruindo os Bayley-buddies durante sua entrada, recuperou o Campeonato Feminino do SmackDown de Charlotte Flair. No Raw subsequente, a escolha número um do Raw no Draft, Becky Lynch, estava escalada para enfrentar Sasha Banks, draftada do SmackDown, em uma revanche sem título para determinar qual marca receberia o primeiro draft da noite. Banks, no entanto, não pôde competir devido a uma lesão e foi substituída por Charlotte Flair. Lynch venceu e Flair foi posteriormente convocada para o Raw.
Também durante o SmackDown seguinte (a primeira noite do Draft de 2019), o Campeão Universal Seth Rollins (representando o Raw) enfrentou Roman Reigns (representando o SmackDown) com o vencedor ganhando para sua marca o primeiro draft escolhido naquela noite. No clímax, "The Fiend" Bray Wyatt apareceu e atacou Rollins, resultando na vitória de Rollins por desqualificação e dando ao Raw a primeira escolha no Draft. Wyatt foi posteriormente convocado para o SmackDown. No Raw seguinte (segunda noite do Draft), Rollins foi convocado para o Raw, mas agendado para uma revanche pelo título com The Fiend no Crown Jewel em uma luta Falls Count Anywhere que não pode ser interrompida por qualquer motivo.
No Raw na noite após Hell in a Cell, Lacey Evans e Natalya tiveram uma revanche como uma luta Last Woman Standing que Natalya também ganhou. No Crown Jewel, Evans e Natalya competiram na primeira luta feminina da Arábia Saudita vencida por Natalya.
King Corbin enfrentou Chad Gable, agora oficialmente com Shorty Gable (mais tarde alterado para Shorty G), em uma revanche no SmackDown de 11 de outubro, que Corbin venceu.

## Resultados
| Nº                                          | Resultados | Estipulações                                          | Tempo |
| ------------------------------------------- | --- | ----------------------------------------------------- | ----- |
| Pré- show                                   | Natalya derrotou Lacey Evans por submissão                                                                                           | Luta individual                                       | 9:25  |
| 1                                           | Becky Lynch (c) derrotou Sasha Banks por submissão                                                                                   | Luta Hell in a Cell pelo Campeonato Feminino do Raw   | 21:50 |
| 2                                           | Daniel Bryan e Roman Reigns derrotaram Erick Rowan e Luke Harper                                                                     | Luta tornado de duplas                                | 16:45 |
| 3                                           | Randy Orton derrotou Ali | Luta individual                                       | 12:10 |
| 4                                           | The Kabuki Warriors (Asuka e Kairi Sane) derrotaram Alexa Bliss e Nikki Cross (c)                                                    | Luta de duplas pelo Campeonato Feminino de Duplas     | 10:25 |
| 5                                           | The Viking Raiders (Ivar e Erik) e Braun Strowman derrotaram The O.C. (AJ Styles, Luke Gallows, e Karl Anderson) por desqualificação | Luta de trios                                         | 8:15  |
| 6                                           | Chad Gable derrotou King Corbin | Luta individual                                       | 12:40 |
| 7                                           | Charlotte Flair derrotou Bayley (c) por submissão                                                                                    | Luta individual pelo Campeonato Feminino do SmackDown | 10:15 |
| 8                                           | Seth Rollins (c) vs. "The Fiend" Bray Wyatt terminou com a paralisação da luta                                                       | Luta Hell in a Cell pelo Campeonato Universal         | 17:30 |
| (c) – Refere-se aos campeões antes da luta. | |                                                       |       |